# Bótia Zebra
A Bótia zebra, Botia striata, é um pequeno peixe dulcícola nativo do Sul da Índia. O tamanho máximo é de 3 polegadas (7.8 cm). Vive em clima tropical cuja temperatura é de 23 - 26 °C, e prefere água de 6.0 a 8.0 pH, 5.0 a 12 dGH.
Bótias zebra são peixes pácíficos ideais para um tanque comunitário. São peixes de fundo, infelizmente são agressivas com qualquer outro peixe pequeno que se alimente nessa zona do aquário. Obviamente, pequenas corydoras não devem ser colocadas com este peixe. Este peixe requer grupos com mais de 3 integrantes e algumas cavernas pra se esconder a luz do dia.  B. striata aceita uma grande variedade de comidas para peixe, incluindo comida viva como minhocas, caramujos, pequenos camarões e a maioria das marcas de alimentos destinadas a peixes de fundo.
Esta espécie é timida e passará a maior parte do tempo se escondendo no aquário. Ainda que raramente, já foram observados ataques a outros peixes menores (tetras) em situações de estresse.